# 1947 en sport
Cet article présente les faits marquants de l'année 1947 en sport.

## Automobile
- Premiers Grands Prix d'après guerre avec les Grands Prix de Suisse, Belgique, France et Italie. Outre ces quatre courses nationales, 28 autres Grands Prix ont lieu dont 11 en France.

## Baseball
- 15 avril : le joueur noir Jackie Robinson fait son entrée en jeu chez les Brooklyn Dodgers à l'occasion de l'ouverture de la saison. Robinson est le premier joueur noir à évoluer dans les équipes de ligue majeure depuis 1887.
- Les New York Yankees remportent les World Series face aux Brooklyn Dodgers.
- En World Series noires le New York Cubans (NNL) s'impose par 4 victoires à 1 face aux Cleveland Buckeyes (NAL).

## Basket-ball
- Les Philadelphia Warriors remportent le premier championnat de la NBA en battant en finales les Chicago Stags 4 manches à 1.
- Paris UC est champion de France chez les hommes, c'est l'US Métro qui l'emporte chez les féminines.

## Boxe
- 1er février : Marcel Cerdan, champion d’Europe des poids moyens.
- 5 décembre : le champion Joe Louis conserve son titre de champion du monde de poids lourds à la boxe en battant Jersey Joe Walcott aux points en 15 rounds à New York.

## Cyclisme
- Le Belge Georges Claes s’impose sur le Paris-Roubaix.
- 25 juin - 20 juillet, Tour de France : le Français Jean Robic s’impose devant son compatriote Edouard Fachleitner et l’Italien Pierre Brambilla.
  - Article détaillé : Tour de France 1947
- Le Néerlandais Theo Middelkamp s’impose sur le Championnat du monde sur route de course en ligne.

## Football
- 26 avril : Charlton Athletic remporte la Coupe d'Angleterre face à Burnley FC, 1-0.
- 11 mai : le Lille OSC remporte la Coupe de France face au RC Strasbourg, 2-0.
- Le CO Roubaix-Tourcoing est champion de France.
- Liverpool FC est champion d'Angleterre.
- Torino FC est champion d'Italie.
- Valence CF est champion d'Espagne.
- Rangers FC champion d'Écosse.
  - Article détaillé : 1947 en football

## Football américain
- 28 décembre : Les Cardinals de Chicago champions de la National Football League. Article détaillé : Saison NFL 1947.

## Football canadien
- Coupe Grey : Argonauts de Toronto 10, Blue Bombers de Winnipeg 9.

## Golf
- Le Britannique Fred Daly remporte le British Open.
- L’Américain Lew Worsham remporte l’US Open.
- L’Américain Jim Ferrier remporte le tournoi de l’USPGA.
- L’Américain Jimmy Demaret remporte le tournoi des Masters.

## Hockey sur glace
- Les Maple Leafs de Toronto remportent la Coupe Stanley 1947.
- HC Davos champion de Suisse.
- La Tchécoslovaquie remporte le championnat du monde.

## Joute nautique
- Vincent Cianni remporte le Grand Prix de la Saint-Louis à Sète.

## Moto
- Moto-cross (Moto-cross des nations)
  - La Grande-Bretagne remporte la première édition de cette épreuve par équipe.
- Endurance
  - Bol d'or : le Français Gustave Lefèvre gagne sur une Norton.

## Rugby à XIII
- 25 mai : à Marseille, Carcassonne remporte la Coupe de France face à Avignon 24-5.
- 1er juin : à Lyon, Roanne remporte le Championnat de France face à Carcassonne 19-0.

## Rugby à XV
- Le Pays de Galles et l’Angleterre remportent le Tournoi.
- Le Lancashire champion d’Angleterre des comtés.
- Western Province champion d’Afrique du Sud des provinces (Currie Cup).
- Le Stade toulousain est champion de France.

## Tennis
- Tournoi de Roland-Garros :
  - Le Hongrois József Asbóth s’impose en simple hommes.
  - L’Américaine Patricia Todd s’impose en simple femmes.
- Tournoi de Wimbledon :
  - L’Américain Jack Kramer s’impose en simple hommes.
  - L’Américaine Margaret Osborne s’impose en simple femmes.
- US Open :
  - L’Américain Jack Kramer s’impose en simple hommes.
  - L’Américaine Louise Brough s’impose en simple femmes.
- Coupe Davis : l'équipe des États-Unis bat celle d'Australie : 4 - 1.

## Divers
- 22 août : création de la FRRP (fédération française de randonnée pédestre).

## Naissances
- 24 janvier : Giorgio Chinaglia, footballeur italien.
- 25 janvier : Angel Nieto, pilote moto espagnol († 3 août 2017).
- 2 février : Léon Jeck, footballeur belge († 24 juin 2007).
- 13 février : Mike Krzyzewski, surnommé Coach K, entraîneur américain de basket-ball, entraîneur mythique des Blue Devils de Duke
- 18 février : Carlos Lopes, coureur de fond portugais
- 6 mars : Dick Fosbury, athlète américain.
- 7 mars : Walter Röhrl, pilote automobile (rallye) allemand.
- 6 avril : Oswaldo Piazza, footballeur argentin.
- 16 avril : Kareem Abdul-Jabbar, basketteur américain.
- 25 avril : Johan Cruyff, footballeur néerlandais († 24 mars 2016).
- 29 avril : Johnny Miller, golfeur américain.
- 1er juin : Ron Dennis, directeur de l'écurie de Formule 1 McLaren.
- 18 juin : Dominique Valera, karatéka français.
- 9 juillet : O. J. Simpson, joueur de football américain.
- 12 juillet : Gareth Edwards, joueur de rugby à XV gallois.
- 13 juillet : François M’Pelé, footballeur congolais.
- 24 juillet : Jacques Fouroux, rugbyman français. († 17 décembre 2005).
- 30 juillet : Arnold Schwarzenegger, culturiste austro-américain.
- 11 août : Alois Schloder, joueur de hockey sur glace allemand.
- 19 août : Terry Hoeppner, entraîneur américain de football U.S.. († 19 juin 2007).
- 27 août : Len Thompson, joueur australien de football australien. († 18 septembre 2007).
- 28 août : Emlyn Hugues, footballeur du Liverpool FC et Angleterre. († 9 novembre 2004).
- 29 août : James Hill, pilote automobile britannique.
- 3 septembre : Michael Fray, athlète jamaïcain. († 6 novembre 2019).
- 3 septembre : Gerard Houllier,  entraîneur de football et consultant TV français.
- 5 septembre : Tommy Limby, skieur de fond suédois. († 14 janvier 2008).
- 8 septembre : Jean-Michel Larqué, footballeur français.
- 11 septembre : Robert Jacques, footballeur français.
- 8 octobre : Emiel Puttemans, athlète belge.
- 19 octobre : Jim Mitchell, joueur américain de foot U.S.. († 20 octobre 2007).
- 26 octobre : Dominique Baratelli, footballeur français.
- 28 octobre : Henri Michel, footballeur français († 24 avril 2018).
- 4 novembre : Rod Marsh, joueur de cricket australien, comptant 96 sélections en test cricket de 1970 à 1984.
- 7 novembre : Sue Mappin, joueuse de tennis britannique, professionnelle dans les années 1970.
- 10 décembre : Zinaida Voronina, gymnaste soviétique, morte le 17 mars 2001.
- 22 décembre : Mitsuo Tsukahara, gymnaste japonais.
- 23 décembre :
  - Henri Duvillard, skieur alpin français.
  - Bill Rodgers (William Henry Rodgers), athlète américain, coureur de fond, marathonien, vainqueur à quatre reprises des marathons de Boston et de New York à la fin des années 1970.

## Principaux décès
- 13 juillet : Warwick Armstrong, 68 ans, joueur de cricket australien. (° 22 mai 1879).
- 21 août : Ettore Bugatti, 65 ans, ingénieur automobile français. (° 15 septembre 1881).